# 比尔森州
比尔森州（捷克語：Plzeňský kraj），是捷克西部的一個州，歷史上屬於波希米亞。面積7,561平方公里，人口589,899（2019年）。州府比尔森。下分七縣。